# 怒江之战
《怒江之战》是一部中華人民共和國戰爭電視劇，由华策影视投資，陈浩执导，梁振华编剧，贾青、孙艺洲、王妍之、李茂、李泰、狄杰、谈莉娜等主演，該電視根据南派三叔和乾坤合著的同名戰爭小說改编，2015年5月20日开机，拍攝地位於橫店和雲南，2016年6月17日在腾讯视频首播。該電視劇讲述了第二次世界大戰中国远征军进入缅甸对抗日軍期间，一个小分队（隊長廖依芳，由贾青飾演）進入野人山执行任务的故事。該電視劇开播两周播放量突破8亿。

## 播出时间
| 频道       | 所在地   | 首播日期      | 备注   |
| ---------- | -------- | ------------- | ------ |
| 腾讯视频   | 中国大陆 | 2016年6月17日 |        |
| 黑龙江卫视 | 中国大陆 | 2016年7月11日 | 黄金档 |